# Diastictis incisalis
Diastictis incisalis là một loài bướm đêm trong họ Crambidae.